# 短芒紊草
短芒紊草（学名：Roegneria confusa var. breviaristata）为禾本科鹅观草属下的一个变种。

## 扩展阅读
- 維基物種上的相關：短芒紊草